# Módní blog
Módní blog je blog, který se věnuje módnímu průmyslu, oblékání a osobnímu stylu.

## Definice
Módní blog může pokrývat mnoho témat, jako jsou konkrétní druhy oblečení a doplňků, trendy v různých módních odvětvích (haute couture, prêt-à-porter, atd.), oblečení celebrit a trendy v pouliční módě. Módní blogy se věnují módě ve všech jejích úrovních od největších značek a jmen až po nejmenší neznámé návrháře.
Mnoho módních blogů lze označit i jako nákupní blogy, jejichž obsahem jsou především rady při nakupování oblečení s mnoha osobními doporučeními od blogerů ke svým čtenářům. Takovéto blogy se často svým obsahem podobají módním časopisům. Někteří obchodníci v módním průmyslu sami začali psát takovéto blogy, aby tak podpořili prodej svého zboží.
Blogy, které se jen příležitostně věnují módě, nejsou považovány za čistě módní blogy, ačkoliv jsou tak někdy svými autory tak nazývány.

## Vliv na módní průmysl
Móda je miliardový průmysl, který má značný vliv na způsob jakým se běžní lidé sami oblékají. Vzhledem k tomu, že móda je postavená na následování trendů a že módní blogy poskytují nový způsob jak sledovat trendy, je jasné, že módní blogy mají významný vliv a dlouhotrvající vliv na módní průmysl.

### České módní blogy
- https://web.archive.org/web/20190818145950/http://www.marketabartova.com/ - Markéta Bártová
- http://www.voguehaus.com - Barbora Ondráčková
- http://www.thetasteofviolet.com - Fashion & style blog - Petra Fialová
- http://www.shopaholicnicolblog.blogspot.cz/ - Shopaholic Nicol
- http://www.acupofstyle.com - A Cup of Style
- http://www.pavlinajagrova.com - Pavlína Jágrová
- http://www.theczechchicks.com[nedostupný zdroj] - The Czech Chicks
- http://www.ejvifreedom.com - Ejvi Freedom